# Kinesisk normalstil

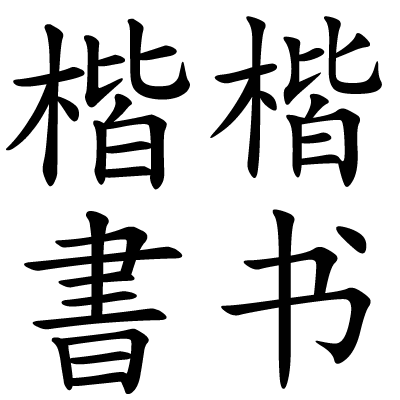
Tecknen för normalstil i traditionella kinesiska tecken (lodrätt till vänster) och i förenklade kinesiska tecken (lodrätt till höger).

Normalstil eller reguljärskrift (楷书; 楷書; Kǎishū) är en av de fem grundstilarna i kinesisk kalligrafi. Normalstil ses som den normativa skriften och är därför den stil som de flesta anser lättast att läsa.  Både traditionella kinesiska tecken och de, på 1950-talet introducerade, förenklade kinesiska tecknen kan skrivas i normalstil.
Normalstil växte fram under Handynastin (206 f.Kr.–220) och är baserad på kanslistilen med kursiva element. De tidigaste varianterna av normalstil som har hittats är från 170 f.Kr.. Från slutet av Handynastin fram till idag har normalstilen varit normalskrift i Kina.
Normalstilen hade sin utvecklingstopp under Tangdynastin (618–907), då den förfinades av kalligrafimästare som Ouyang Xun, Chu Suiliang, Lee Yong och Zhong Shaojing.

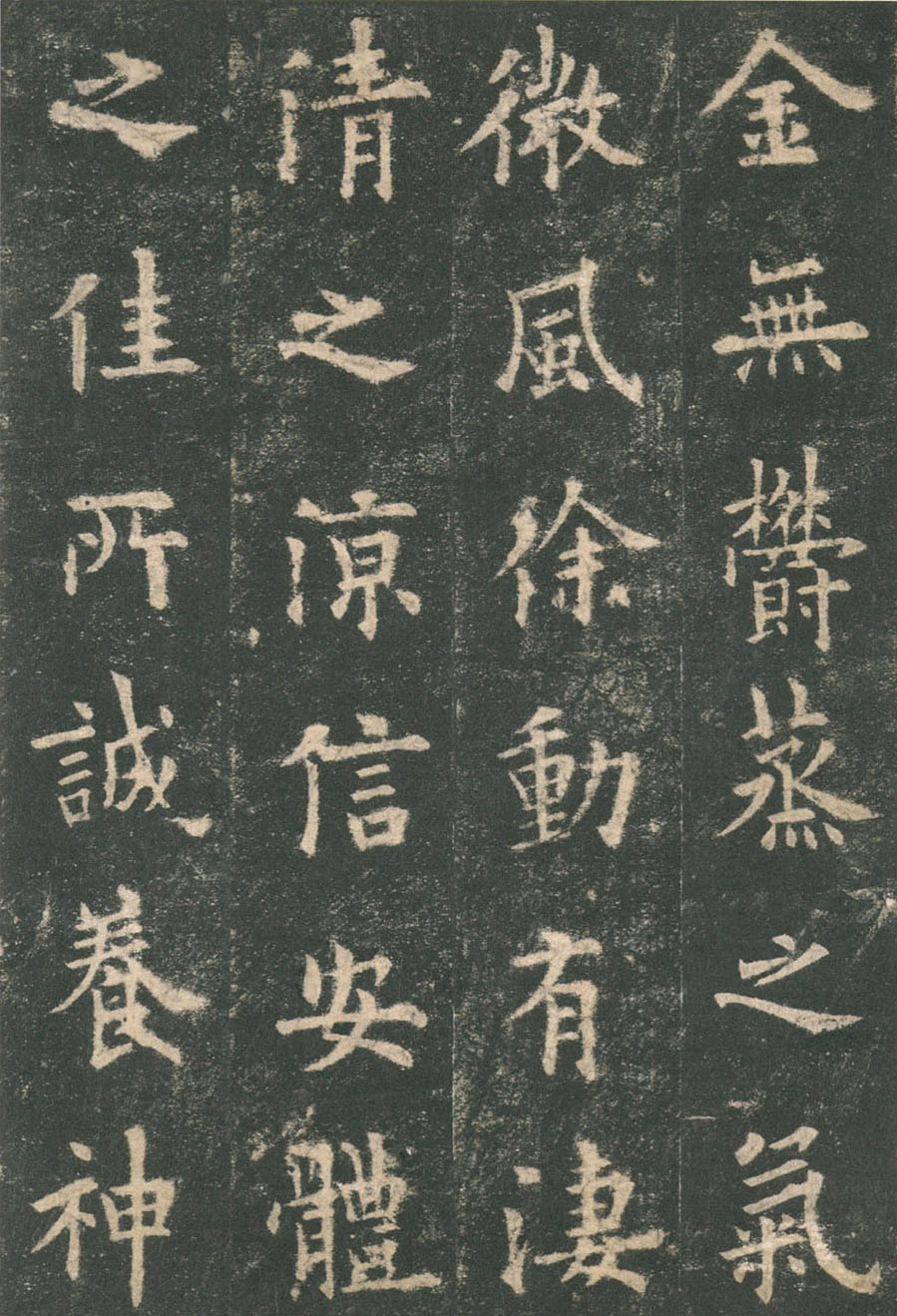
Kopia av en text skriven med normalstil av Ouyang Xun.
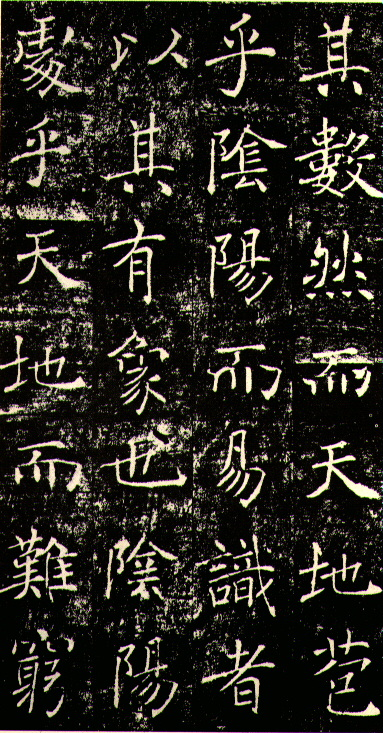
Sheng Jiao Xu skriven med normalstil av Chu Suiliang.